# ثيان
بلدية ثيان (بالإسبانية: Cillán) هي بلدية تقع في مقاطعة آبلة التابعة لمنطقة قشتالة وليون وسط إسبانيا.

## الديموغرافيا
يبلغ عدد سكان بلدية ثيان 119 نسمة عام 2011 (وفقاً للمعهد الوطني للإحصاء الإسباني).
| 157 | 151 | 144 | 129 | 128 | 124 | 119 |